# MarShon Brooks
MarShon Scitif Brooks (* 26. Januar 1989 in Long Branch, New Jersey) ist ein US-amerikanischer Basketballspieler, der zurzeit bei den Guangdong Southern Tigers in der chinesischen CBA unter Vertrag steht.

## Karriere

### NCAA (2007 bis 2011)
Nach seinem Schulabschluss an der High School in Tucker (Georgia) kehrte Brooks in den Nordosten der USA zurück und spielte während seines Studiums am Providence College mit der Hochschulmannschaft Friars Basketball in der Big East Conference der NCAA. In seiner ersten und zweiten Saison dort bekam er nicht viel Spielzeit, in seiner dritten Saison dort wurde er allerdings zu einem wichtigen Bestandteil der Mannschaft, erzielte 14,2 Punkte pro Spiel, inklusive eines 24-Punkte-Spiels, in dem er zudem 5 Steals erreichte. Am 23. Januar 2010 gelang ihm ein 25-Punkte- und 5-Rebound-Spiel.
In seiner Senior-Saison verbesserte er sich dann auf 24,6 Punkte pro Spiel und wurde als einer von 20 Finalisten für den John R. Wooden Award ernannt. In einem Spiel erzielte er 52 Punkte, was den Schulrekord ausglich und gleichzeitig den alten Rekord aus der Big East, 48 Punkte, von Eric Murdock überbot. Da er in derselben Saison auch 43 Punkte gegen Georgetown erreichte, wurde er der dritte Spieler der Providence Friars, der zwei 40-Punkte-Spiele in einer Saison auflegen konnte.

### NBA (2011 bis 2014)
Brooks wurde als 25. Pick im NBA-Draft 2011 von den Boston Celtics ausgewählt, die ihn kurz danach in einem Rechtetausch an die New Jersey Nets abgaben. Dort avancierte Brooks in seiner Debütsaison schnell zu einem wichtigen Leistungsträger und gehörte meist der Starting Five an. In seiner zweiten Saison, als die Nets nach Brooklyn, New York umzogen und sich fortan „Brooklyn Nets“ nannten, kam Brooks nur noch als Ergänzungsspieler von der Bank und seine durchschnittliche Einsatzzeit halbierte sich auf etwa zwölf Minuten pro Spiel.
Nach zwei Spielzeiten wurde er als Bestandteil eines neun Spieler umfassenden Spielertauschs, dem unter anderem die ehemaligen NBA All-Stars Kevin Garnett und Paul Pierce angehörten, zu den Boston Celtics transferiert, die ihn ursprünglich zwei Jahre zuvor gedraftet hatten. Bei den Celtics reduzierte sich Brooks’ Spielzeit in zehn Einsätzen der NBA 2013/14 auf unter zehn Minuten pro Spiel und er wurde im Januar 2014 an das Farmteam Maine Red Claws in der NBA Development League (D-League) abgestellt.
Mitte Januar holte man Brooks zurück in den Kader, um ihn in einem weiteren Spielertausch an die Golden State Warriors abzugeben. An der Westküste kam er auf sieben Kurzeinsätze und wurde ebenfalls an das Farmteam, die Santa Cruz Warriors in der D-League, abgestellt. Nach einem Monat schickten die Warriors Brooks zusammen mit Kent Bazemore im Tausch gegen Steve Blake zum kalifornischen Konkurrenten Los Angeles Lakers, wo Brooks bis Saisonende auf 18 Einsätze mit etwa zwölfminütiger durchschnittlicher Spielzeit kam.

### Olimpia Milano (2014 bis 2015)
Für die Saison 2014/15 unterschrieb Brooks einen Vertrag beim italienischen Rekordmeister Olimpia Milano aus Mailand, der als amtierender Meister auch am höchstrangigen europäischen Vereinswettbewerb EuroLeague 2014/15 teilnimmt.